# Lydia Haider

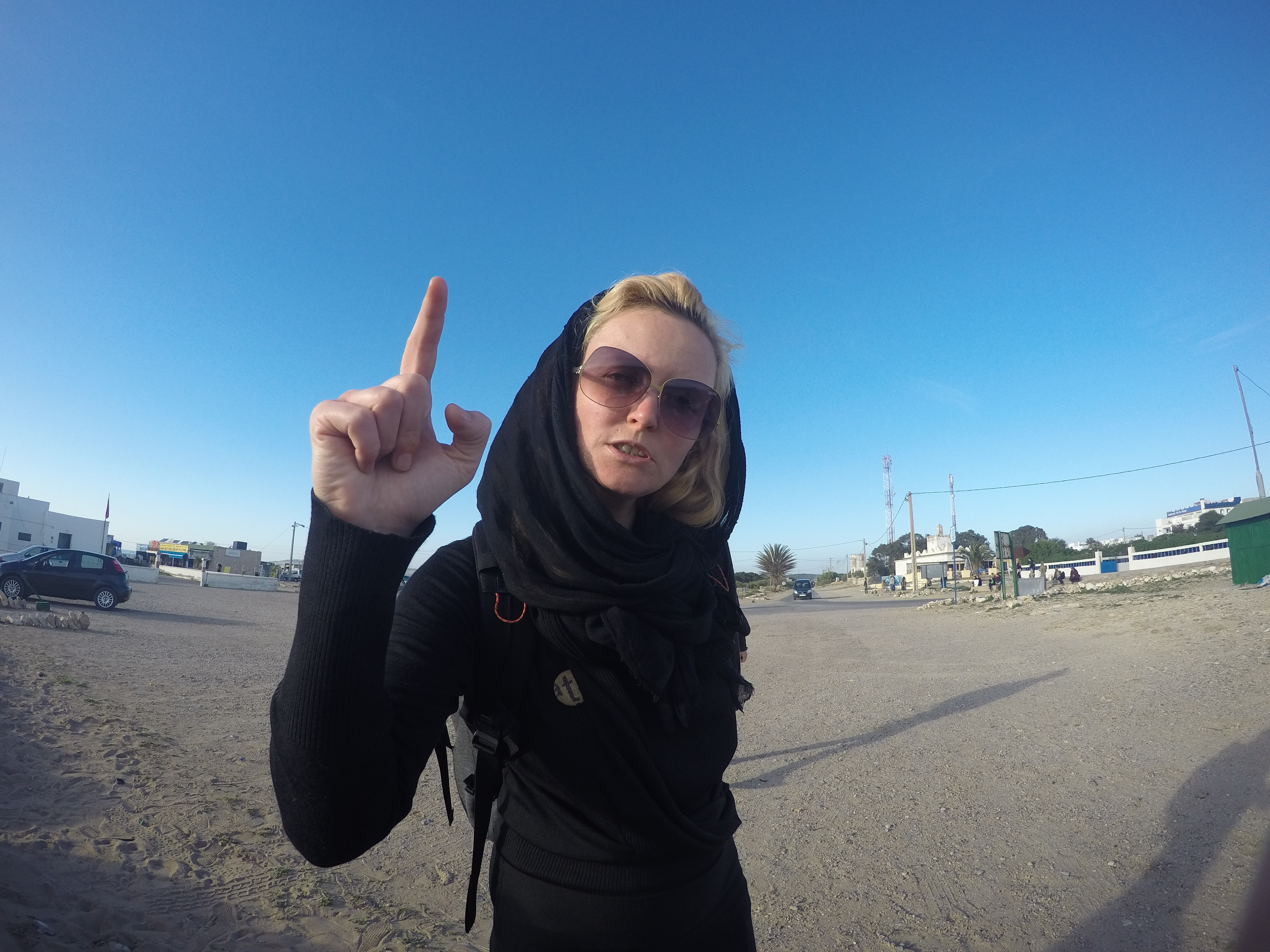
Lydia Haider bei einem Schreibaufenthalt in Marokko (2018)

Lydia Haider (* 27. Juni 1985 in Steyr) ist eine österreichische Schriftstellerin.

## Leben
Lydia Haider studierte Germanistik und Philosophie an der Universität Wien. Ihr Studienschwerpunkt richtete sich auf  Literatur nach 1945 sowie österreichische Literatur. Ihre Masterarbeit verfasste sie 2013 über Ernst Jandl unter dem Titel Zur Poetologie der „stanzen“ Ernst Jandls. Die Arbeit erschien 2019 als Buch.
Gemeinsam mit weiteren organisiert sie in Wien im „Cafe Stadtbahn“ die Lesereihe Blumenmontag. Außerdem ist Haider Mitglied der Band gebenedeit.
Seit 2021 schreibt sie Stücke für die Volksbühne Berlin und für das Volkstheater Wien. 
Die Autorin lebt in Wien und Berlin.

## Werke
- Kongregation. Roman. Müry Salzmann, Salzburg 2015, ISBN 978-3-99014-129-8.[10]
- Rotten. Roman. Müry Salzmann, Salzburg 2016, ISBN 978-3-99014-138-0.[10]
- Wahrlich fuck you du Sau, bist du komplett zugeschissen in deinem Leib drin oder: Zehrung Reiser Rosi. Ein Gesang. Verlag redelsteiner dahimène edition, Wien 2018, ISBN 978-3-95046-500-6.[11]
- Zur Poetologie der „stanzen“  Ernst Jandls. Diplomarbeit. Peter Lang, Lausanne 2019, ISBN 978-3-631-74708-7.[12]
- Wort des lebendigen Rottens. Gesänge zum Austreiben. Lyrik. Parasitenpresse, Köln 2020, ISBN 978-3-947676-60-6.
- Missgeburt (Macht eine Messe!). Musikalbum der Musikkapelle Gebenedeit, Problembär Records 2020, PB108LP.
- Als Herausgeberin: Und wie wir hassen! Anthologie. Kremayr & Scheriau, Wien 2020, ISBN 978-3-218-01210-2.
- Oh Wien siehe die Sau (dein Land). Lyrik. parasitenpresse, Köln 2023.

### Kooperationen
- Mit Esther Straganz: Am Ball. Wider erbliche Schwachsinnigkeit. Roman. Verlag Redelsteiner Dahimène Edition, Wien 2019, ISBN 978-3-9504650-1-3.
- Mit Eva Jantschitsch (musikalische Leitung) und Marlene Engel (Dramaturgie): Hyäne Fischer – Das totale Musical. 2022.[13]
- Mit Judith Goetz und Marina Weitgasser: Du Herbert. Haymon, Innsbruck 2023, ISBN 978-3-7099-8146-7.

## Auszeichnungen, Preise, Stipendien
- Startstipendium vom Österreichischen Bundeskanzleramt 2015[14]
- Stipendiatin am Literarischen Colloquium Berlin 2016[15]
- Literaturpreis-Alpha-Finalistin 2016[16]
- Projektstipendium vom Österreichischen Bundeskanzleramt 2017
- Talentförderpreis Land Oberösterreich 2017[17]
- Jubiläumsfondsstipendium Literarmechana 2018
- Projektstipendium vom Österreichischen Bundeskanzleramt 2019
- BKS-Publikumspreis beim Ingeborg-Bachmann-Preis 2020